# Zuzundrao
Zuzundrao is een bestuurslaag in het regentschap Nias Barat van de provincie Noord-Sumatra, Indonesië. Zuzundrao telt 1475 inwoners (volkstelling 2010).